# Carta de Logu

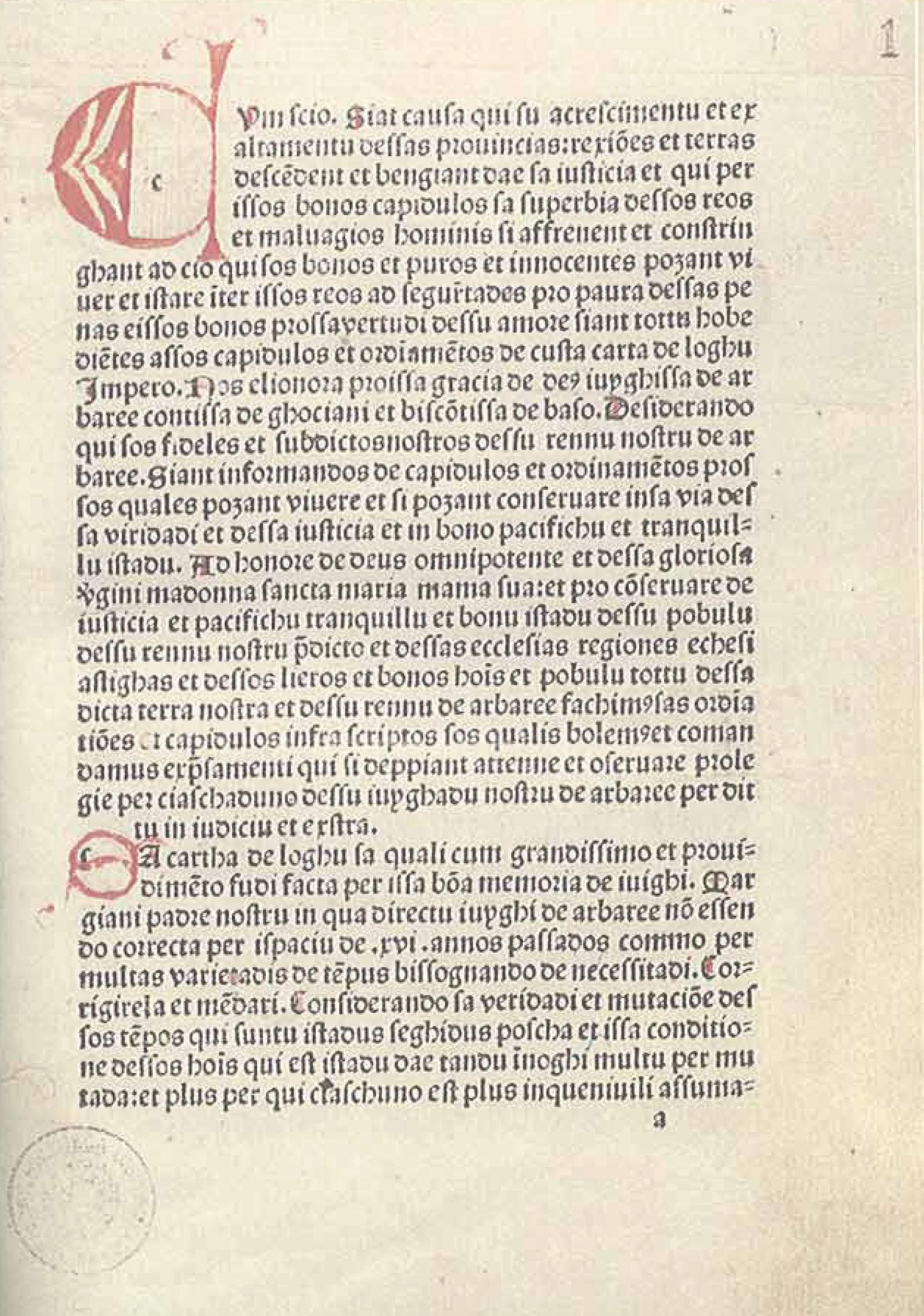
1-а сторінка Carta de Logu

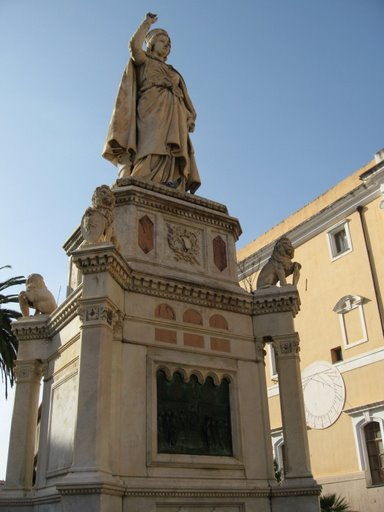
Статуя Елеонори з Арбореї, промульгатора Carta de Logu, в Орістано. Вона тримає в руці Carta de Logu

Carta de Logu — юридичний кодекс Арборейського юдикату, написаний сардинською мовою та оприлюдненим юдикесою (juighissa) Елеонорою Арборейською в 1392 році. Він діяв на Сардинії, поки в квітні 1827 року його не замінив савойський кодекс Карла Фелікса.
Carta була твором, що мав велике значення в історії Сардинії. Це була органічна, послідовна і систематична робота із законодавства, що охоплює цивільне та кримінальне законодавство. Історія складання Carta невідома, але сама вона дає чудовий погляд на етнологічну та мовну ситуацію пізньосередньовічної Сардинії.
У Carta відбувається модернізація певних норм і юридичної мудрості, яка містить елементи римсько-канонічної традиції, візантійської, болонської юриспруденції та думки глосаторів каталонської придворної культури, але перш за все місцеву юридичну розробку сардинських звичаїв, вироблених сардинським муніципальним законодавством.
Одним із помітних положень Кодексу є те, що він давав дочкам та синам однакові спадкові права.
Крім того, він також проголосив, що згвалтування може бути відшкодоване шлюбом лише в тому випадку, якщо згвалтована жінка погодилася вийти заміж за свого ґвалтівника, і навіть якщо вона це зробила, то Кодекс заявив, що ґвалтівник все одно повинен або заплатити великий штраф Сенату, або його нога буде відрізана (на вибір). Якщо вона не погодилася вийти за нього заміж, він повинен був дати їй придане, яке відповідало б її соціальному статусу, щоб вона могла вийти заміж за когось іншого, і йому все одно довелося або заплатити великий штраф Сенату, або відрізати ногу. Крім того, на ці покарання не впливало те, чи була ця жінка обручена чи ні.
Кодекс зробив Елеонору з Арбореї однією з перших законодавець, яка встановила умову взаємності при спілкуванні з іноземцями, а також визначила злочини, пов'язані зі зловживанням владою, бездіяльність, посадові злочини.